# Оккупационные деньги
Оккупационные деньги (оккупационная валюта) — валюта, используемая для покрытия военных расходов на оккупируемой территории, а также в качестве средства получения скрытой контрибуции; один из видов военных денег.

## Краткая история выпуска
Эмиссия денег для финансирования военных расходов, производимых на чужих территориях, первоначально производилась от случая к случаю в форме выпуска фальшивых денежных знаков. Так, в период французских революционных войн контрреволюционной коалицией было организовано массовое изготовление поддельных ассигнатов. Позже выпуск фальшивых австрийских и российских бумажных денег производился при Наполеоне I.
В период Франко-прусской войны 1870—1871 годов для финансирования расходов на содержание германских войск во Франции была создана ссудная касса, выпускавшая оккупационные марки. Специальные военные ассигнации выпускались также японскими войсками во время Японо-китайской войны (1894—1895). Как и германские выпуски во Франции, эти выпуски не играли существенной роли в покрытии военных затрат оккупационной армии. Во время большинства войн XVIII—XIX веков специальные денежные знаки для финансирования военных расходов на территории вражеских государств не выпускались.
Международно-правовое обоснование права выпуска оккупационной валюты содержится в Гаагской конвенции о законах и обычаях сухопутной войны 1907 года (хотя Конвенция и не содержит определения понятия «оккупационная валюта»).
Конвенция, запрещая грабёж на оккупированных территориях (ст. 47), устанавливала, что если неприятель взимает в занятой им области установленные в пользу государства налоги, пошлины и денежные сборы, то он обязан делать это, по возможности сообразуясь с существующими правилами обложения и раскладки их, причем на него ложится проистекающая из сего обязанность нести расходы по управлению занятой областью в размерах, в каких обязывалось к сему законное правительство (ст. 48). А в соответствии со ст. 52 натуральные повинности должны быть по возможности оплачиваемы наличными деньгами; в противном случае они удостоверяются расписками и уплата должных сумм будет произведена возможно скорее.
Благодаря выпуску оккупационных денег контрибуции, реквизиции и конфискации приобретают форму военных закупок.
Оккупационные денежные знаки выпускались как с названиями денежных единиц стран-эмитентов (например — оккупационная рейхсмарка), так и с названиями денежных единиц оккупированных территорий (например — военный лей). Между оккупационной валютой и местными денежными знаками устанавливается принудительный курс, по которому производится обмен одной валюты на другую.

## Галерея

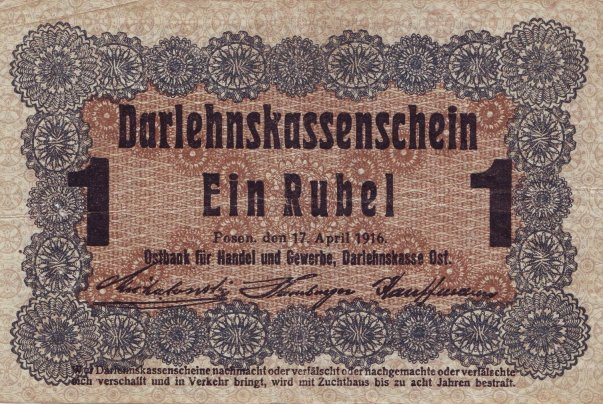
1 острубль, 1916 год
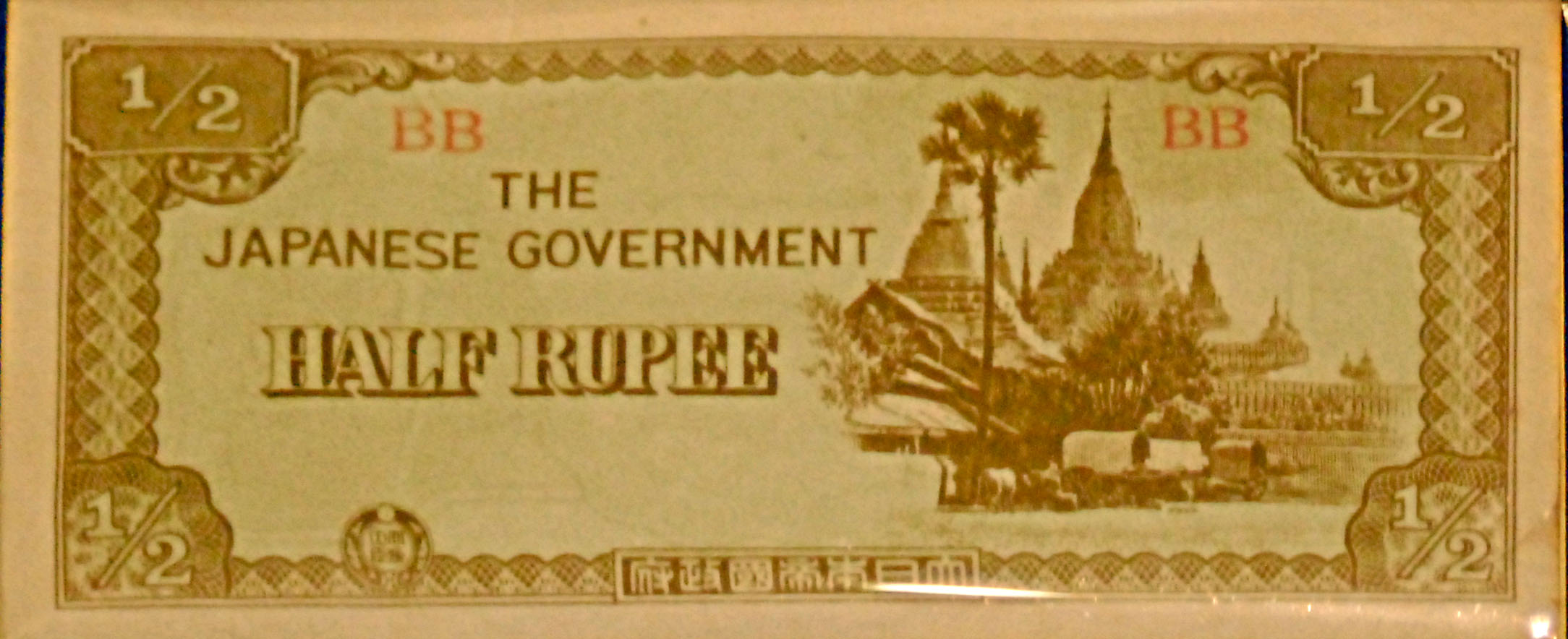
1/2 рупии, 1942 год
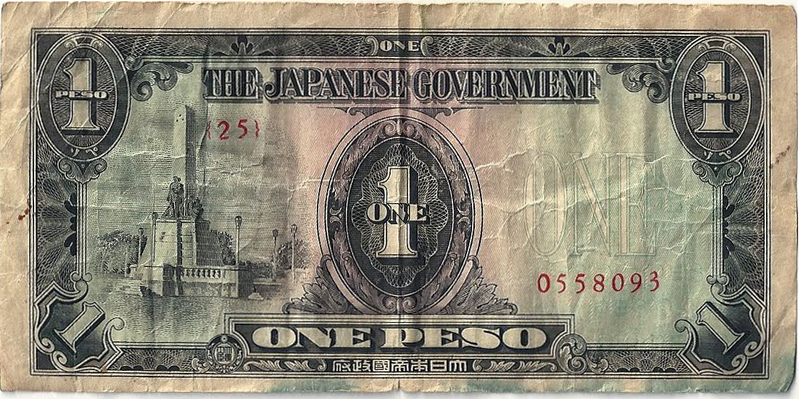
1 песо, 1942 год
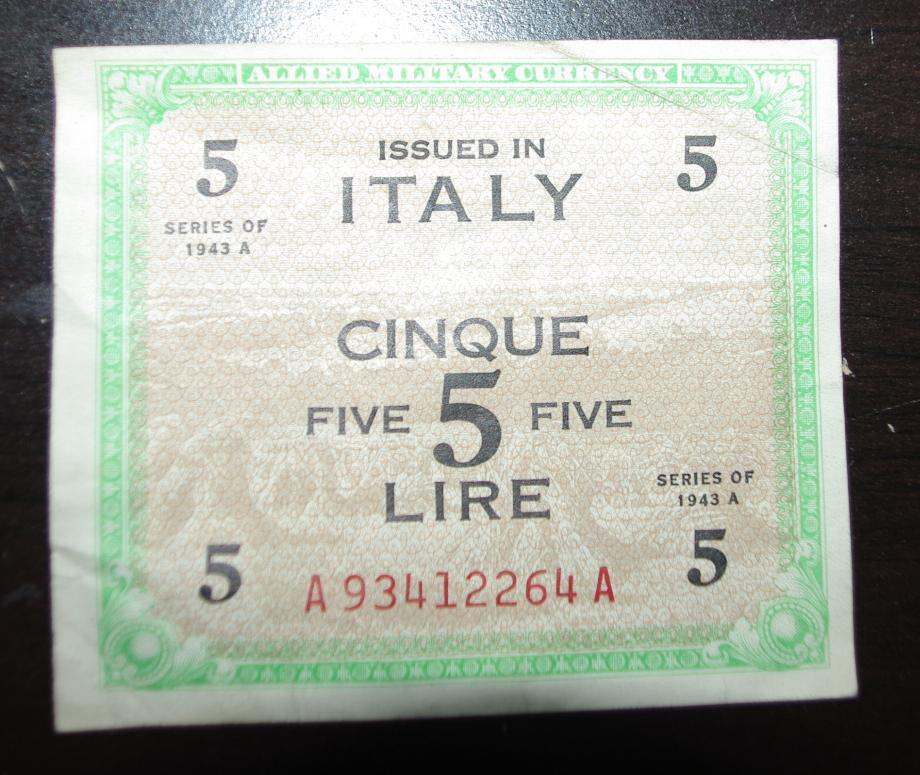
5 лир, 1943 год